# Halleneuropameisterschaften im Bogenschießen 1985
Die 2. Halleneuropameisterschaften im Bogenschießen wurden am 15. und 16. März 1985 in der dänischen Stadt Odense ausgetragen.

## Ergebnisse
Es wurden nur Medaillen in Disziplinen mit dem Recurvebogen vergeben.
| Disziplin         | Gold                                                              | Silber                                                    | Bronze                                                 |
| ----------------- | ----------------------------------------------------------------- | --------------------------------------------------------- | ------------------------------------------------------ |
| Männer Einzel     | Juri Leontjew                                                     | Munko-Badra Daschizrenow                                  | Göran Bjerendal                                        |
| Frauen Einzel     | Jelena Marfel                                                     | Sebinisso Rustamowa                                       | Sirkka Karinkanta                                      |
| Männer Mannschaft | Sowjetunion Juri Leontjew Munko-Badra Daschizrenow Jaroslaw Gusak | Schweden Göran Bjerendal Mats Nordlander Tommy Quick      | Polen Konrad Kwiecień Krzysztof Włosik Jan Popowicz    |
| Frauen Mannschaft | Sowjetunion Jelena Marfel Sebinisso Rustamowa Handa Gomboschafowa | BR Deutschland Erika Wölfe Brigitte Herth Ingeborg Stroer | Finnland Sirkka Karinkanta Aino Mäkelä Päivi Meriluoto |

## Medaillenspiegel
| Platz  | Land           | Gold | Silber | Bronze | Gesamt |
| ------ | -------------- | ---- | ------ | ------ | ------ |
| 1      | Sowjetunion    | 4    | 2      | 1      | 7      |
| 2      | BR Deutschland | –    | 1      | 1      | 2      |
| 3      | Finnland       | –    | 1      | –      | 1      |
| 4      | Polen          | –    | –      | 1      | 1      |
| 4      | Schweden       | –    | –      | 1      | 1      |
| Gesamt | Gesamt         | 4    | 4      | 4      | 12     |